# Thrasya crucensis
Thrasya crucensis är en gräsart som beskrevs av Timothy John Killeen. Thrasya crucensis ingår i släktet Thrasya och familjen gräs. Inga underarter finns listade i Catalogue of Life.